# TAT-8
TAT-8 — трансатлантический телефонный кабель 8-го поколения, содержащий 40 000 телефонных цепей (одновременных звонков) между США, Францией и Великобританией. Линия была спроектирована в 1988 году консорциумом компаний во главе с AT&T, France Telecom и British Telecom.
Система проработала с 1988 по 2002 год, стоимость проекта оценивается в 335 миллионов долларов.
Это первая трансатлантическая кабельная система, в который использовалась волоконно-оптическая линия, совершившая революцию в телекоммуникации. Система включала два рабочих волокна и одно резервное. Сигнал на каждом из оптических волокон модулировал 295,6 Мбит/с (20 Мбит/с трафика), и полностью восстанавливался в ретрансляторах, размещённых на расстоянии около 40 км друг от друга.
В первые два года наблюдались проблемы, связанные с эксплуатацией. Причиной служили рыбы (акулы), которые повреждали линию передачи и тем самым периодически лишали связи. Эта проблема появилась из-за того что была убрана защита от электрических помех, в которой не нуждаются волоконно-оптические линии. Следующий трансатлантический кабель PTAT-1 уже имел защиту против акул.